# Muaré
Muaré è il titolo di un album discografico di María Rivas, pubblicato nel 1996.

## Tracce
1. Night and Day
2. Stardust
3. Watch What Happens
4. Noche de Ronda
5. That Old Black Magic
6. It Might as Well Be Spring
7. Bésame Mucho
8. Blues in the Night
9. Skylark
10. On the Street Where You Live
11. Quién?
12. Swing con Son